# 唐雅君
唐雅君（1960年3月27日—）是台灣女性企業家、金融罪犯，前亞力山大健康休閒俱樂部創辦人兼董事長、中華民國青年創業協會總會長。

## 簡歷
唐雅君畢業於台南家專音樂科、中國文化大學舞蹈系學士、國立政治大學EMBA碩士。
唐雅君先在佳姿韻律世界當指導老師，後自創開辦雅姿韻律世界，之後成立亞力山大健康休閒俱樂部。唐雅君之妹唐心如擔任營運長。
2002年，亞力山大健康休閒俱樂部進軍中國大陸，在上海和北京展店。2003年唐雅君接任中華民國青年創業協會總會長後，亞力山大健康休閒俱樂部聲勢頂天，僅台灣付費會員就達7萬多人，並跨足開設君SPA和亞爵名流會館。
2006年，亞力山大健康休閒俱樂部台北敦南店發生一氧化碳中毒，亞力山大健康休閒俱樂部開始走下坡，更被檢舉許多分店沒有合法執照，會員部分流失。之後大環境台灣經濟開始下滑，肯花錢做運動的顧客群變少，又面臨許多新興連鎖健身房競爭。台北市政府開設收費只要新台幣50元的運動中心後，台北健身業受到大規模衝擊。唐雅君出現資金調度困難，開始轉向地下錢莊調度資金。
2007年12月9日，唐雅君表示，她在調度資金時被詠驊國際通商董事長暨亞爵國際育樂董事長李永華詐騙總價新台幣9500萬元的19張支票，導致資金無法應付開銷，亞力山大健康休閒俱樂部全台所有分部與亞爵會館均停止營業；李永華亦反控，自己才是受害者。2007年12月11日，台北地檢署查緝黑金犯罪小組以《中華民國刑法》詐欺罪嫌調查此案。2007年12月中，為亞力山大引介地下錢莊的關鍵人陳愛惠從義大利返台，被警方拘提。陳愛惠坦承，2007年4月間，她受唐心如委託找利息較低的融資公司解決亞力山大健康休閒俱樂部資金缺口，找上陳一夏經營的融資公司，談妥月息10到12分，但後來亞力山大還是積欠地下錢莊利息新台幣六千多萬元。
為償還高額利息和本金，後續才有玫瑰唱片負責人白錦松、澳門賽馬會前主席曾曉村、詠驊國際通商董事長李永華等人陸續被唐氏姊妹以借貸或參與經營等方式捲入；最後李永華事件記者會發生，亞力山大資金鏈全面崩潰而停業，許多會員預繳的會費蕩然無存。2007年12月12日傍晚，唐雅君接受《時報周刊》專訪時坦承，她最大的失敗就是把所有權與經營權混在一起。2008年7月，唐雅君接任亞太會館總經理，她說，亞力山大健康休閒俱樂部仍有辦公室專門處理會員後續問題，「我並沒有玩兩手策略，收尾永遠收不完的；我知道我應該是留在最後的人，但我先脫隊了。」
2011年12月15日，臺灣高等法院依詐欺罪判處唐雅君有期徒刑1年10個月、唐心如有期徒刑1年4個月，不得緩刑，全案定讞。2012年2月4日，唐雅君被送入法務部矯正署桃園女子監獄服刑。2013年4月9日，唐雅君假釋出獄。 其後為福容飯店打造養生Spa，並攻讀長江商學院EMBA。
2016年4月，邱素貞瑜伽天地惡性倒閉，唐雅君在臉書發文訴說感想，暗指當年她遭司法迫害，表示「在台灣，要做有勢力的人，不是有名的人」，「不要變成有名的人，不然你就是沒人權，法律也不適用在你身上；當然，如果你有勢力，就另當別論。在台灣，有名沒用，要有勢。」唐雅君認為，眾多惡性倒閉、捲款遠逃的人最後都沒事，法律也無可奈何；她負責到最後且一直露面、沒有脫逃，散盡家財同時自己和親屬都被判刑，還被新聞媒體誣蔑；其實當年她可以選擇捲款後永不回台，其在大陸的企業發展良好、可以完全切割，今天生活將完全不同。
2016年8月-2017年12月，任杭州乐刻运动执行副总裁。2018年因父亲过世，唐雅君回到，翌年成立「動動文創」，任企業顧問，為新光集團引進Bungee課程。
2022年2月16日，消基會替8564名會員提團體訴訟求償纏訟多年後，台北地方法院一審宣判3家公司共賠2億多元，負責人唐雅君姐妹免賠。2023年12月13日，二審改判姐妹須連帶賠償，可上訴。

## 感情生活
唐雅君前夫是李紀曾，結婚七年，2002年離婚。

## 外部連結
- 亞力山大部落格／唐雅君部落格（页面存档备份，存于）
- 唐雅君Facebook個人頁